# Hospital
|  | Per a altres significats, vegeu «L'Hospital». |

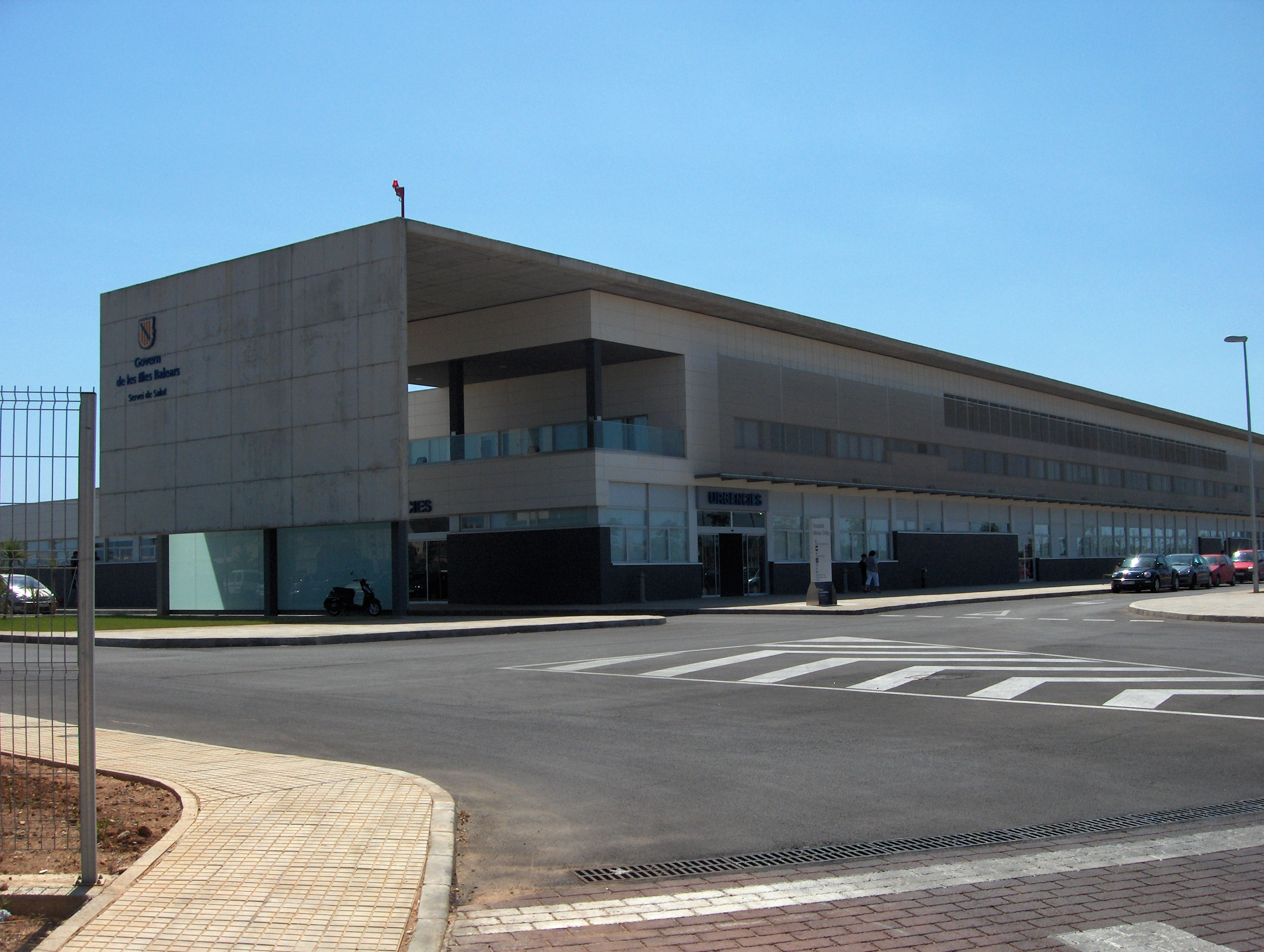
Hospital General Mateu Orfila de Menorca.

Un hospital és un lloc destinat a tenir cura de les patologies i dels traumatismes massa complexos per poder ser tractats al domicili, al centre d'atenció primària, o al gabinet d'un metge. Als grans hospitals també se'ls anomena centre hospitalari de referència. A la majoria dels països desenvolupats, pel que fa al domicili i al gabinet del metge, el centre hospitalari presenta l'avantatge de tenir:
- una higiene garantida per un personal de neteja format.
- una vigilància de 24 hores sobre 24 i de 7 dies sobre 7 per personal mèdic i paramèdic (infermers, vetlladors...)
- les competències (metges especialistes) i el material per efectuar els exàmens i les cures, i les sales d'operacions.
- treballadors socials sanitaris que intervenen sobre aquells aspectes de l'entorn social del pacient que repercuteixen en el procés terapèutic i/o en la malaltia.

En canvi, la presència de nombroses patologies exposa a un risc d'infecció nosocomial. Certs hospitals tenen un servei d'urgències, fins i tot un servei mòbil d'urgència i de reanimació.
A vegades, a les àrees infantils són presents els pallassos sense fronteres.

## Etimologia
Durant l'edat mitjana, els hospitals complien funcions diferents de les institucions modernes, ja que eren almotges per a pobres, albergs per a pelegrins o escoles hospitalàries. La paraula "hospital" prové del llatí hospes, que significa un estranger o estranger, per tant, un hoste. Un altre substantiu derivat d'això, hospitium va passar a significar hospitalitat, és a dir, la relació entre hoste i refugi, hospitalitat, amabilitat i recepció hospitalària. Per metonímia, la paraula llatina va arribar a significar una habitació d'hostes, allotjament d'hostes, una fonda. Hospes és, per tant, l'arrel de les paraules angleses host (on es va deixar caure la p per comoditat de pronunciació) hospitality, hospice, hostel i hotel. Aquesta darrera paraula moderna deriva del llatí a través de la paraula romàntica francesa antiga hostel, que va desenvolupar una s silenciosa, quina lletra es va eliminar finalment de la paraula, la pèrdua de la qual es significa amb un circumflex en la paraula francesa moderna hôtel. La paraula alemanya Spital comparteix arrels similars.

## Història

### Inicis dels hospitals

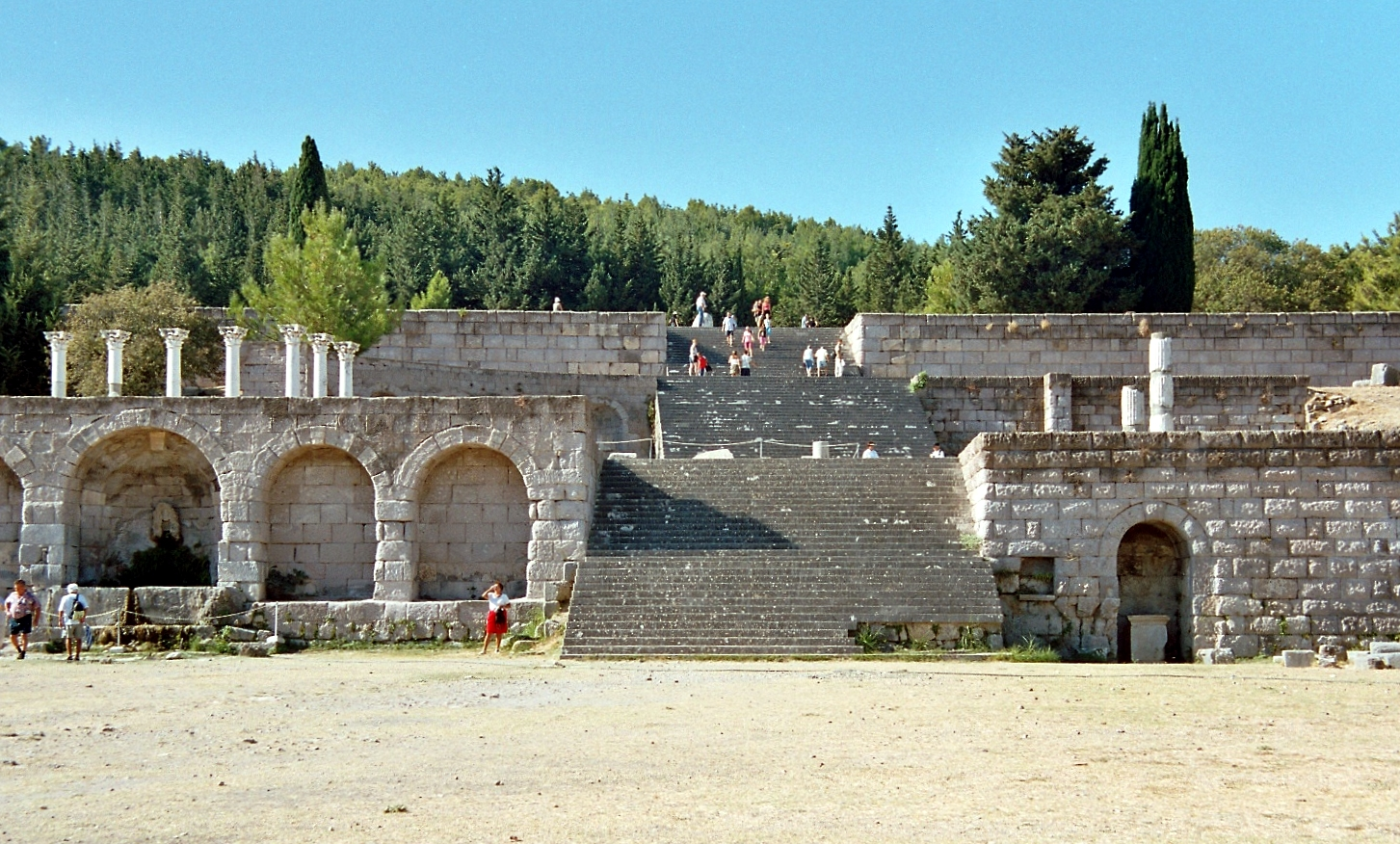
Vista de lAskleipion de Kos, la instància millor conservada d'un Asklepieion.

A l'antiga Índia, Fa Xian, un monjo budista xinès que va viatjar per l'Índia el 400 dC, va registrar les primeres institucions de curació. Segons el Mahavansa, l'antiga crònica de la reialesa cingalesa, escrita al segle VI dC, el rei Pandukabhaya de Sri Lanka (437–367 aC) tenia llars i hospitals (Sivikasotthi-Sala). També existia un hospital i un centre de formació mèdica a Gundeshapur, una ciutat important al sud-oest de l'Imperi Persa Sassànida fundada l'any 271 dC per Shapur I. A l'antiga Grècia, els temples dedicats al déu curandero Asclepi, conegut com Asclepeion, funcionaven com a centres d'assessorament mèdic, pronòstic i curació. L'Asclepeia es va estendre a l'Imperi Romà. Mentre que l'assistència sanitària pública era inexistent a l'Imperi Romà, sí que existien hospitals militars anomenats valetudinaria estacionats a les casernes militars i servirien als soldats i esclaus dins del fort. Hi ha proves d'alguns hospitals civils, encara que no estaven disponibles per a la població romana, es van construir ocasionalment de manera privada en llars romanes extremadament riques situades al camp per a aquesta família, encara que aquesta pràctica sembla haver acabat l'any 80 dC.

### Edat mitjana
La declaració del cristianisme com a religió acceptada a l'Imperi Romà va impulsar una expansió de la prestació de cures. Després del Primer Concili de Nicea de l'any 325 es va començar la construcció d'un hospital a cada ciutat catedralícia, inclòs entre els primers hospitals per Sant Samsó a Constantinoble i per Basili de Cesarea a l'actual Turquia. Al segle XII, Constantinoble tenia dos hospitals ben organitzats, amb metges que eren homes i dones. Les instal·lacions incloïen procediments de tractament sistemàtic i sales especialitzades per a diverses malalties.
El primer hospital general del món islàmic va ser construït l'any 805 a Bagdad per Harun ar-Raixid. Al segle x, Bagdad tenia cinc hospitals més, mentre que Damasc tenia sis hospitals al segle xv, i només Còrdova tenia 50 hospitals importants, molts exclusivament per a militars. El bimaristan islàmic va servir com a centre de tractament mèdic, a més d'una llar d'avis i d'asil per a malalts mentals. Normalment tractava els pobres, ja que els rics haurien estat tractats a les seves pròpies cases. Els hospitals d'aquesta època van ser els primers a exigir diplomes mèdics per autoritzar els metges, i es podia haver penes per negligència. Els hospitals tenien prohibit per llei rebutjar pacients que no poguessin pagar. Aquests hospitals tenien el suport econòmic de waqfs, així com de fons estatals.

### Europa moderna i il·lustrada

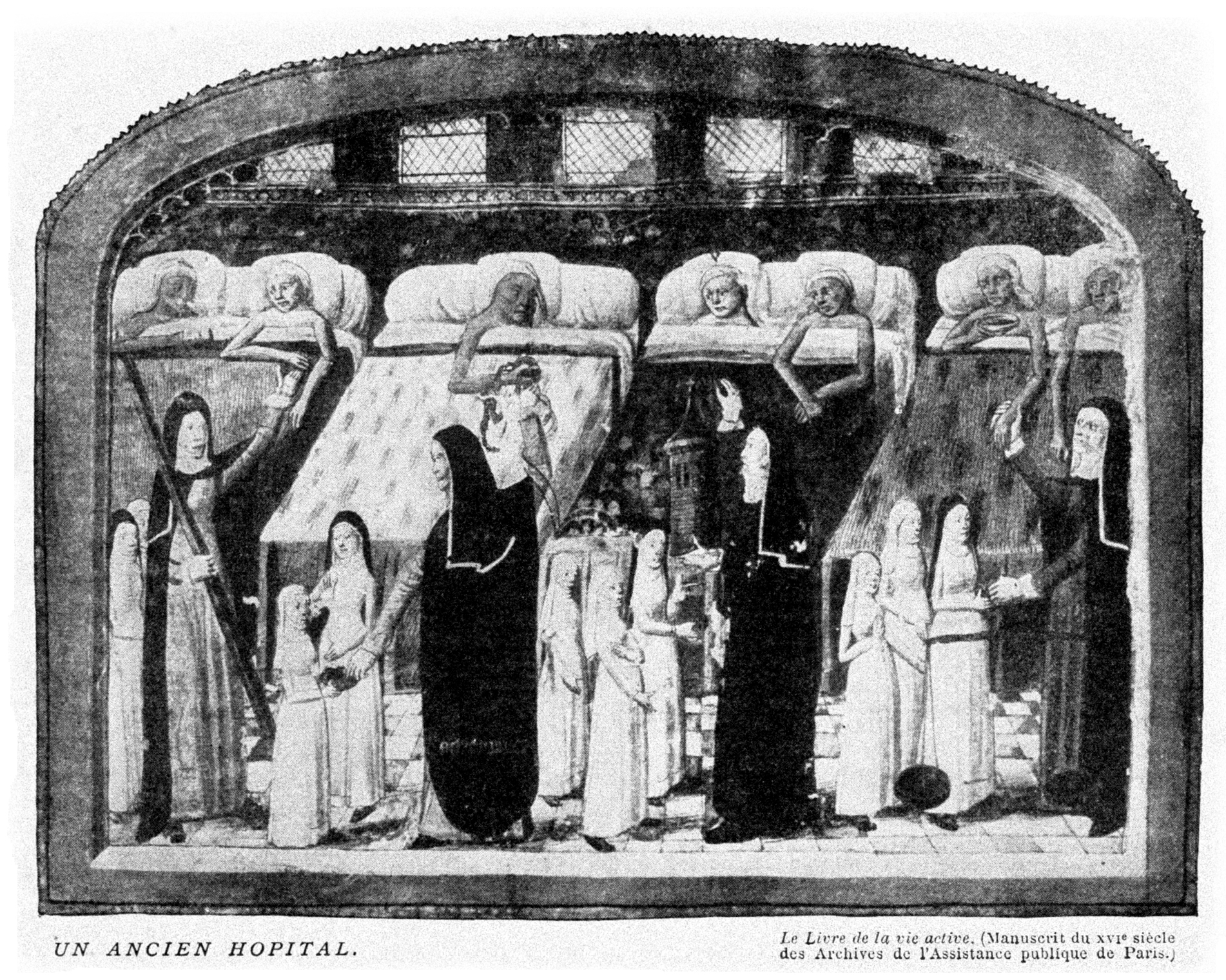
Una sala d'hospital a la França del segle XVI.

A Europa el concepte medieval de cura cristiana va evolucionar durant els segles XVI i XVII cap a un de secular. A Anglaterra, després de la dissolució dels monestirs l'any 1540 pel rei Enric VIII, l'església va deixar bruscament de ser partidari dels hospitals, i només per petició directa dels ciutadans de Londres, van ser els hospitals St Bartholomew's, St Thomas's i Real de Bethlem (Bedlam) dotat directament per la corona; aquesta va ser la primera instància de suport secular que es va oferir a les institucions mèdiques.

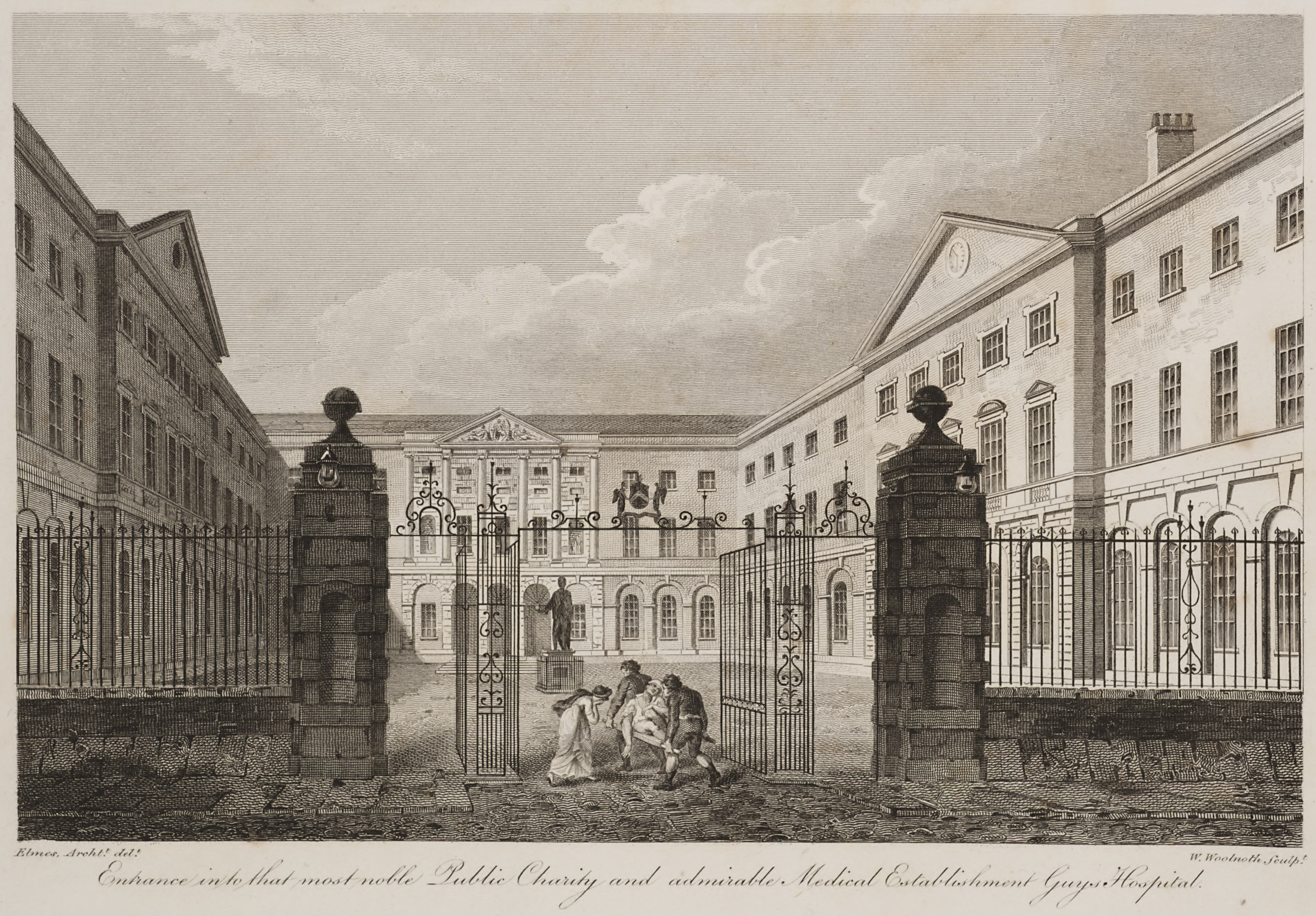
Gravat de 1820 del Guy's Hospital a Londres un dels primers hospitals voluntaris que es va establir el 1724

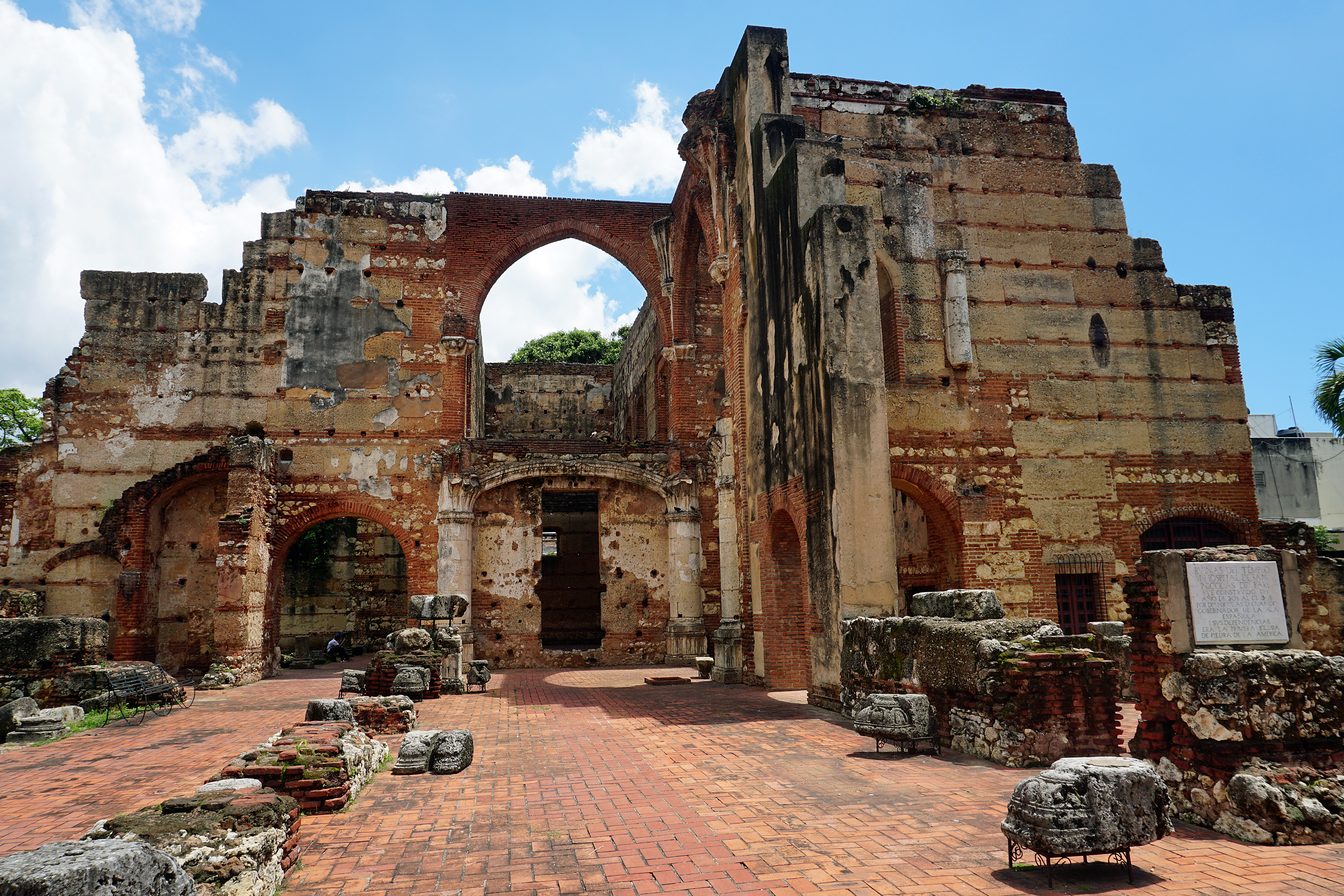
Ruïnes de l'Hospital San Nicolás de Bari a Santo Domingo, República Dominicana, reconegut per la UNESCO per ser l'hospital més antic construït a Amèrica. Built between 1514 and 1541.

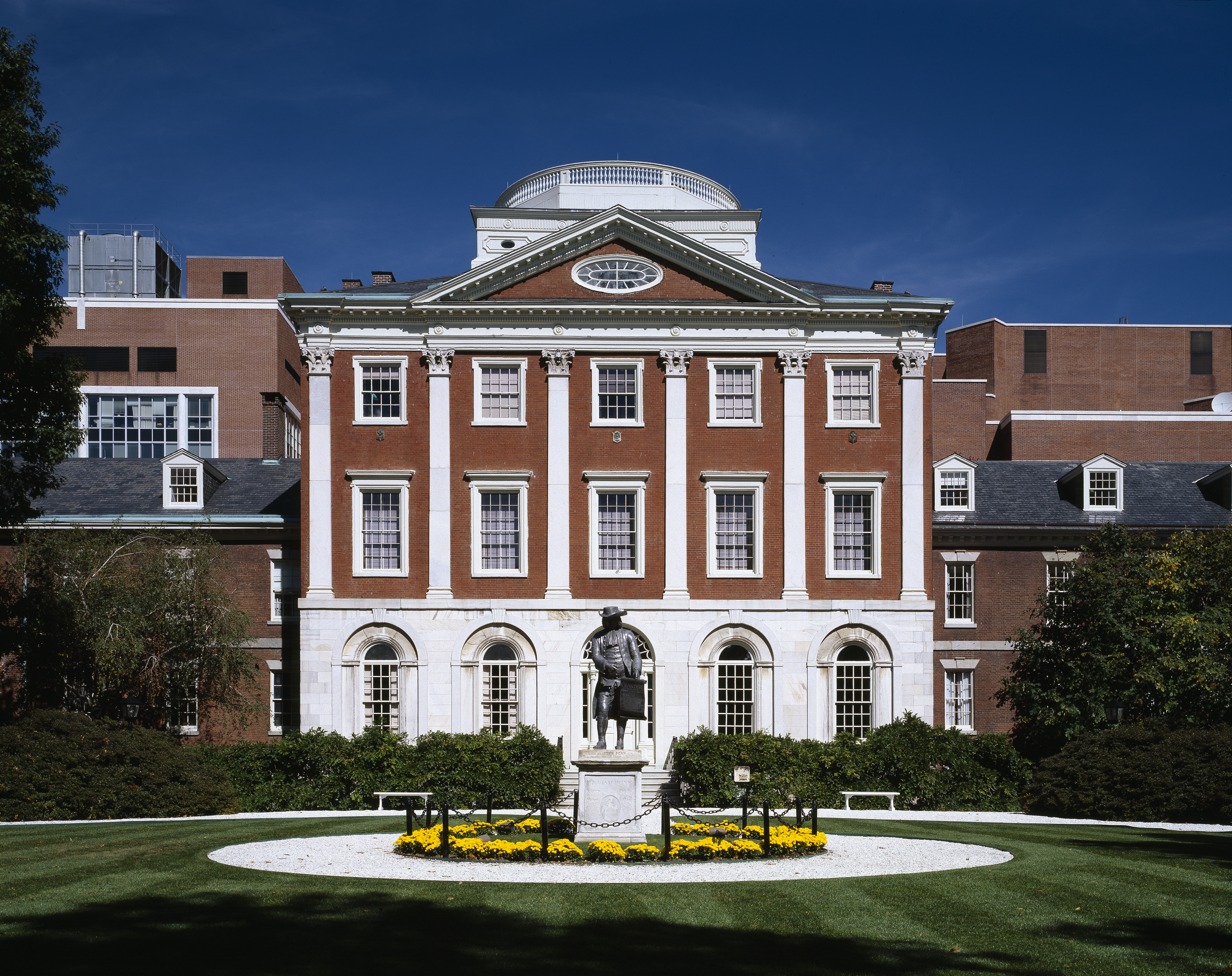
Pennsylvania Hospital (ara part del University of Pennsylvania Health System). Fundat el 1751, és el primer hospital públic establert als Estats Units. També acull el primer amfiteatre quirúrgic d'Amèrica i la seva primera biblioteca mèdica.

El moviment hospitalari voluntari va començar a principis del segle xviii, amb hospitals fundats a Londres a la dècada de 1720, inclòs el Westminster Hospital (1719) promogut pel banc privat C. Hoare & Co i el Guy's Hospital (1724) finançats amb el llegat del comerciant, Thomas Guy.
Altres hospitals van sorgir a Londres i altres ciutats britàniques al llarg del segle, molts pagats amb subscripcions privades. St Bartholomew's a Londres va ser reconstruït entre 1730 i 1759, i l'Hospital de Londres, Whitechapel, es va obrir el 1752.
Aquests hospitals van representar un punt d'inflexió en la funció de la institució; van començar a evolucionar des de ser llocs bàsics d'atenció als malalts fins a convertir-se en centres d'innovació i descoberta mèdica i el principal lloc d'educació i formació de futurs professionals. Alguns dels més grans cirurgians i metges de l'època van treballar i transmetre els seus coneixements als hospitals. També van passar de ser simples llars de refugi a ser institucions complexes per a la provisió de medicaments i l'atenció als malalts. La Charité va ser fundada a Berlín l'any 1710 pel rei Frederic I de Prússia com a resposta a un brot de pesta.
El concepte d'hospitals voluntaris també es va estendre a l'Amèrica colonial; l'Hospital de Bellevue es va obrir el 1736 (com a casa de treball, després esdevindrà hospital); l'Hospital de Pennsylvania es va obrir el 1752, l'Hospital de Nova York (ara Weill Cornell Medical Center) el 1771 i l'Hospital General de Massachusetts el 1811.
Quan l'Hospital General de Viena es va obrir el 1784 (es va convertir a l'instant en l'hospital més gran del món), els metges van adquirir una nova instal·lació que es va convertir gradualment en un dels centres de recerca més importants.
Una altra innovació caritativa de l'època de la Il·lustració va ser el dispensari; aquests donarien medicaments als pobres de manera gratuïta. El dispensari de Londres va obrir les portes el 1696 com la primera clínica d'aquest tipus a l'Imperi Britànic. La idea va ser lenta fins a la dècada de 1770, quan van començar a aparèixer moltes organitzacions d'aquest tipus, com ara el dispensari públic d'Edimburg (1776), el dispensari metropolità i el fons de beneficència (1779) i el dispensari de Finsbury (1780). També es van obrir dispensaris a Nova York el 1771, Filadèlfia el 1786 i Boston el 1796.
El Royal Naval Hospital, Stonehouse, Plymouth, va ser un pioner en el disseny d'hospitals en tenir pavellons per minimitzar la propagació de la infecció. John Wesley va visitar l'any 1785 i va comentar: "Mai vaig veure res d'aquest tipus tan complet; cada part és tan convenient i tan admirablement ordenada. Però no hi ha res superflu, ni res purament ornamentat, ni dins ni fora". Aquest disseny revolucionari es va donar a conèixer més àmpliament per John Howard, el filantrop. El 1787 el govern francès va enviar dos administradors erudits, Coulomb i Tenon, que havien visitat la majoria dels hospitals d'Europa. Van quedar impressionats i el disseny del "pavelló" va ser copiat a França i a tot Europa.

### Segle XIX

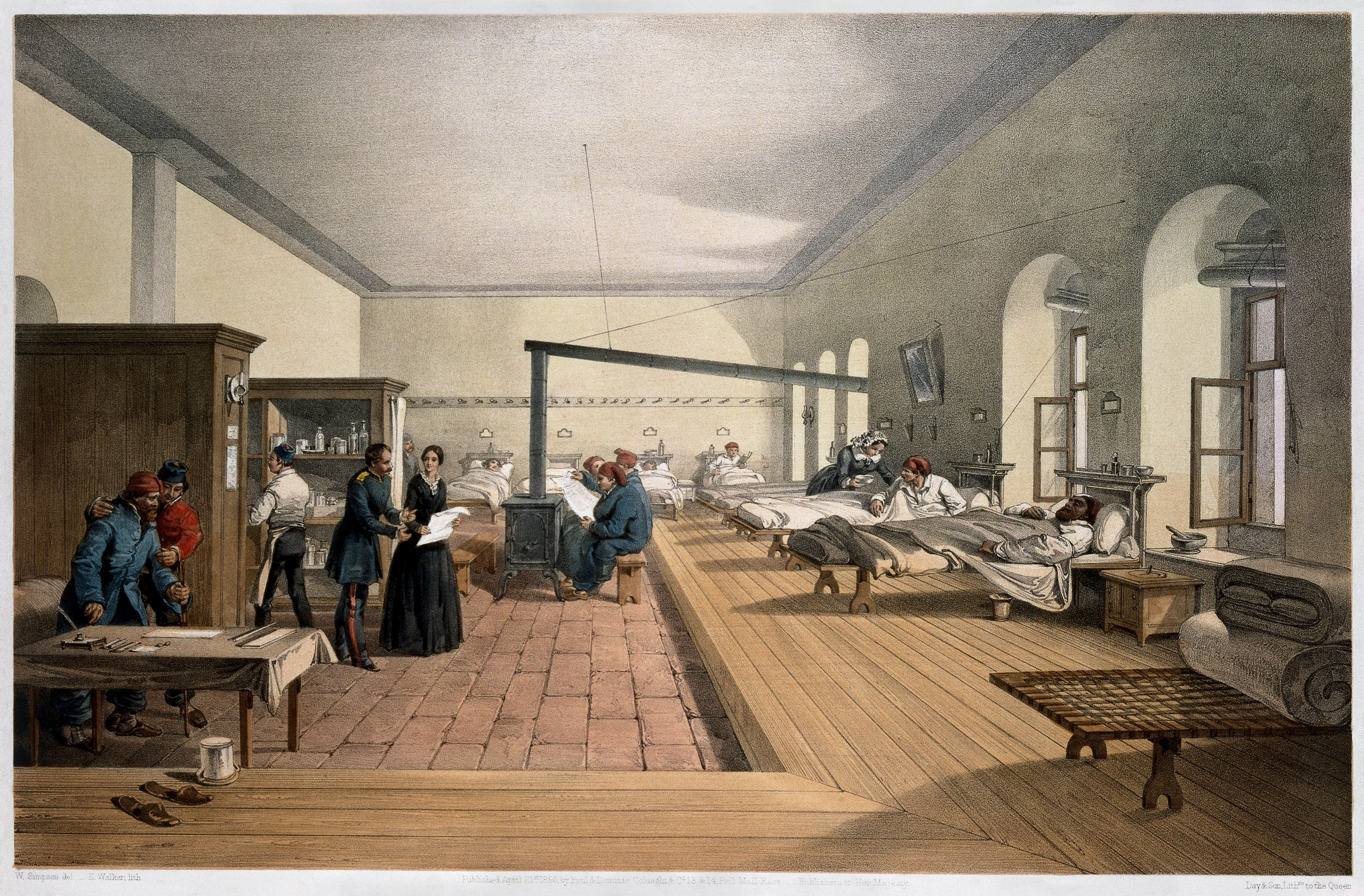
Una sala de l'hospital de Scutari on Florence Nightingale va treballar i va ajudar a reestructurar l'hospital modern.

El metge anglès Thomas Percival (1740–1804) va escriure un sistema complet de conducta mèdica, Medical Ethics; or, a Code of Institutes and Precepts, Adapted to the Professional Conduct of Physicians and Surgeons (1803) que va establir l'estàndard per a molts llibres de text. A mitjans del segle xix, els hospitals i la professió mèdica es van professionalitzar més, amb una reorganització de la gestió hospitalària per línies més burocràtiques i administratives. La Llei d'apotecaris de 1815 va obligar els estudiants de medicina a exercir almenys mig any en un hospital com a part de la seva formació.
Florence Nightingale va ser pionera en la professió moderna d'infermeria durant la Guerra de Crimea quan va donar exemple de compassió, compromís amb l'atenció al pacient i administració hospitalària diligent i reflexiva. El primer programa oficial de formació d'infermeres, la Nightingale School for Nurses, es va obrir el 1860, amb la missió de formar infermeres per treballar als hospitals, treballar amb els pobres i ensenyar. Nightingale va ser fonamental per reformar la naturalesa de l'hospital, va millorar els estàndards de sanejament i va canviar la imatge de l'hospital d'un lloc on els malalts anaven a morir, a una institució dedicada a la recuperació i la curació. També va posar èmfasi en la importància de la mesura estadística per determinar la taxa d'èxit d'una intervenció determinada i va impulsar una reforma administrativa als hospitals.
A finals del segle xix, l'hospital modern començava a prendre forma amb la proliferació de diversos sistemes hospitalaris públics i privats. A la dècada de 1870, els hospitals havien triplicat la seva ingesta mitjana original de 3.000 pacients. A l'Europa continental, els nous hospitals van ser construïts i gestionats amb fons públics. El National Health Service, el principal proveïdor d'atenció sanitària al Regne Unit, es va fundar l'any 1948. Durant el segle xix, va sorgir la Segona Escola de Medicina de Viena amb les contribucions de metges com Karl von Rokitansky, Josef Škoda, Ferdinand Ritter von Hebra i Ignaz Philipp Semmelweis. La ciència mèdica bàsica es va expandir i l'especialització avançada. A més a més, es van fundar a Viena les primeres clíniques de dermatologia, d'ulls, així com d'oïda, nas i gola del món, sent considerades com el naixement de la medicina especialitzada.

### Segle XX i actualitat
A finals del segle xix i principis del XX, els avenços mèdics com l'anestèsia i les tècniques estèrils que podrien fer que la cirurgia fos menys arriscada, i la disponibilitat de dispositius de diagnòstic més avançats com els raigs X, van continuar fent dels hospitals una opció més atractiva per al tractament.
Els hospitals moderns mesuren diverses mètriques d'eficiència, com ara les taxes d'ocupació, la durada mitjana de l'estada, el temps fins al servei, la satisfacció del pacient, el rendiment del metge, la taxa de readmissió del pacient, la taxa de mortalitat dels pacients hospitalitzats i l'índex de combinació de casos.
Als Estats Units, el nombre d'hospitalitzacions va continuar creixent i va assolir el seu màxim el 1981 amb 171 admissions per cada 1.000 nord-americans i 6.933 hospitals. Aquesta tendència es va invertir posteriorment, la taxa d'hospitalització va caure en més d'un 10% i el nombre d'hospitals nord-americans es va reduir de 6.933 el 1981 a 5.534 el 2016. Les taxes d'ocupació també van baixar del 77% el 1980 al 60% el 2013. Entre les raons es troben la creixent disponibilitat d'atenció més complexa en altres llocs, com ara a casa o als consultoris mèdics, i també la imatge menys terapèutica i més mortal dels hospitals als ulls del públic.

## Finançament

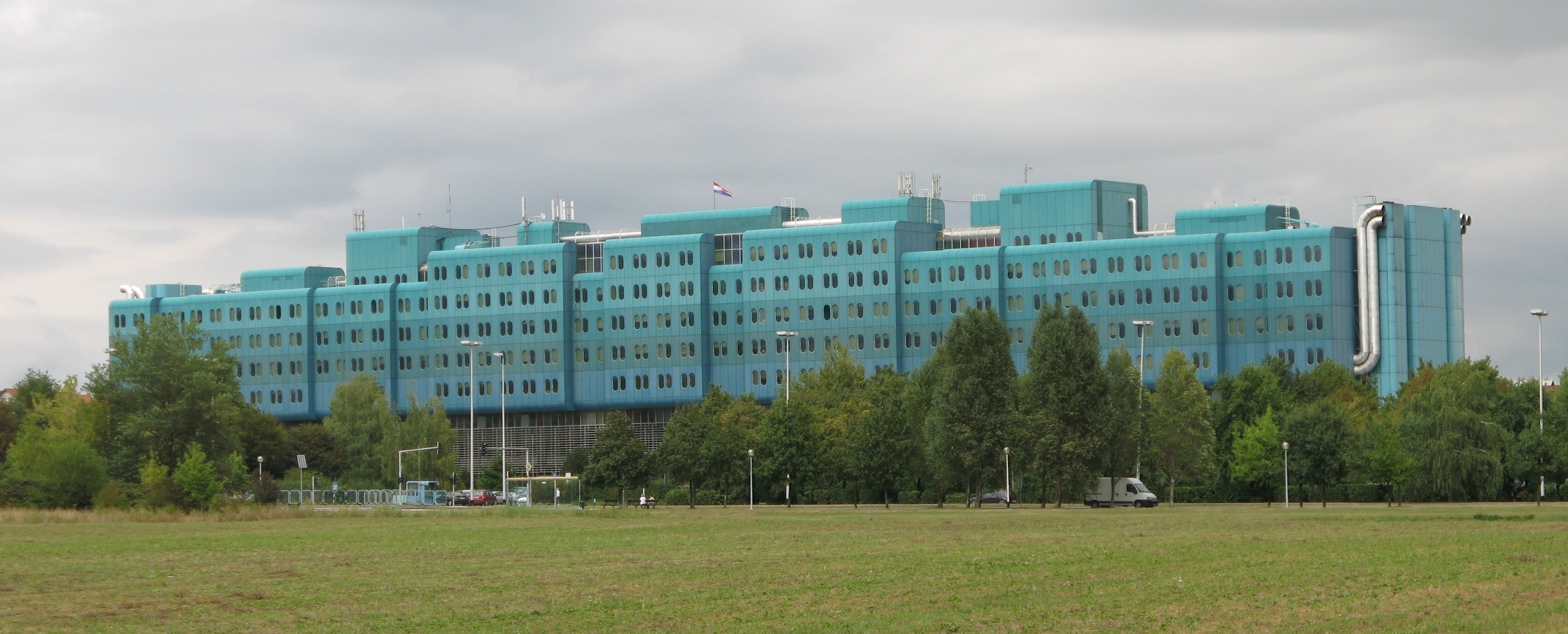
Hospital Clinic Dubrava a Zagreb, Croàcia.

Els hospitals moderns obtenen finançament de diverses fonts. Es poden finançar amb pagament privat i assegurança mèdica o despeses públiques, donacions benèfiques.
Molts països tenen el Servei Nacional de Salut ofereix assistència sanitària als residents i atenció d'emergència gratuïta a qualsevol persona, independentment de la nacionalitat o l'estatus. A causa de la necessitat que els hospitals prioritzin els seus recursos limitats, hi ha una tendència als països amb aquest tipus de sistemes de llistes d'espera per a un tractament no crucial, de manera que els que s'ho poden permetre poden contractar assistència sanitària privada per accedir al tractament més ràpidament.
Als Estats Units, els hospitals solen funcionar de manera privada i, en alguns casos, amb ànim de lucre, com ara HCA Healthcare. La llista de tràmits i els seus preus es facturen amb un chargemaster; no obstant això, aquests preus poden ser més baixos per a l'assistència sanitària obtinguda dins de les xarxes sanitàries. La legislació exigeix que els hospitals prestin atenció als pacients en situacions d'emergència que amenacen la vida, independentment de la capacitat de pagament del pacient. Els hospitals de finançament privat que admeten pacients sense assegurança en situacions d'emergència pateixen pèrdues financeres directes, com ara després de huracà Katrina.

## Qualitat i seguretat
A mesura que la qualitat de l'atenció sanitària s'ha convertit cada cop més en un problema arreu del món, els hospitals han hagut de prestar una atenció seriosa a aquest tema. L'avaluació externa independent de la qualitat és una de les maneres més potents d'avaluar aquest aspecte de l'assistència sanitària, i l'acreditació hospitalària és un dels mitjans per aconseguir-ho. A moltes parts del món, aquesta acreditació prové d'altres països, un fenomen conegut com a acreditació sanitària internacional, per grups com Accreditation Canada del Canadà, la Joint Commission dels EUA, el Trent Accreditation Scheme de Gran Bretanya i l'Haute Autorité de salut (HAS) de França. A Anglaterra, els hospitals són controlats per la Comissió de Qualitat Assistencial. El 2020 van centrar la seva atenció en els estàndards d'alimentació hospitalària després de set morts de pacients per listeria relacionades amb entrepans i amanides preenvasats el 2019, dient que "la nutrició i la hidratació són part de la recuperació d'un pacient".
L'Organització Mundial de la Salut va assenyalar el 2011 que entrar a l'hospital era molt més arriscat que volar. A nivell mundial, la probabilitat que un pacient estigués subjecte a un error era d'un 10% i la probabilitat de mort com a conseqüència d'un error era d'aproximadament 1 de cada 300 segons Liam Donaldson. El 7% dels pacients hospitalitzats als països desenvolupats i el 10% als països en desenvolupament adquireixen almenys una infecció associada a l'assistència sanitària. Als EUA s'adquireixen 1,7 milions d'infeccions a l'hospital cada any, la qual cosa provoca 100.000 morts, xifres molt pitjors que a Europa, on hi va haver 4,5 milions d'infeccions i 37.000 morts.

## Arquitectura

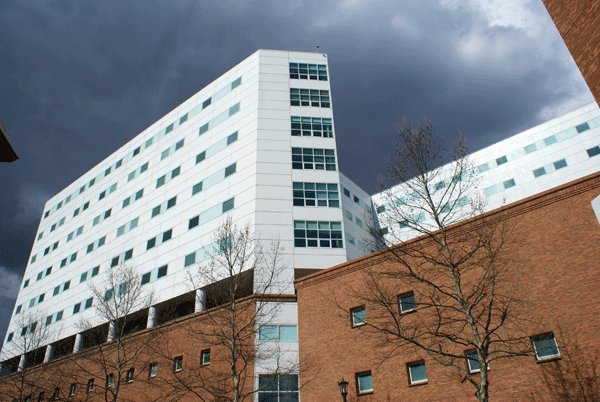
El centre mèdic de la Universitat de Virgínia mostra la tendència creixent de l'arquitectura moderna als hospitals.

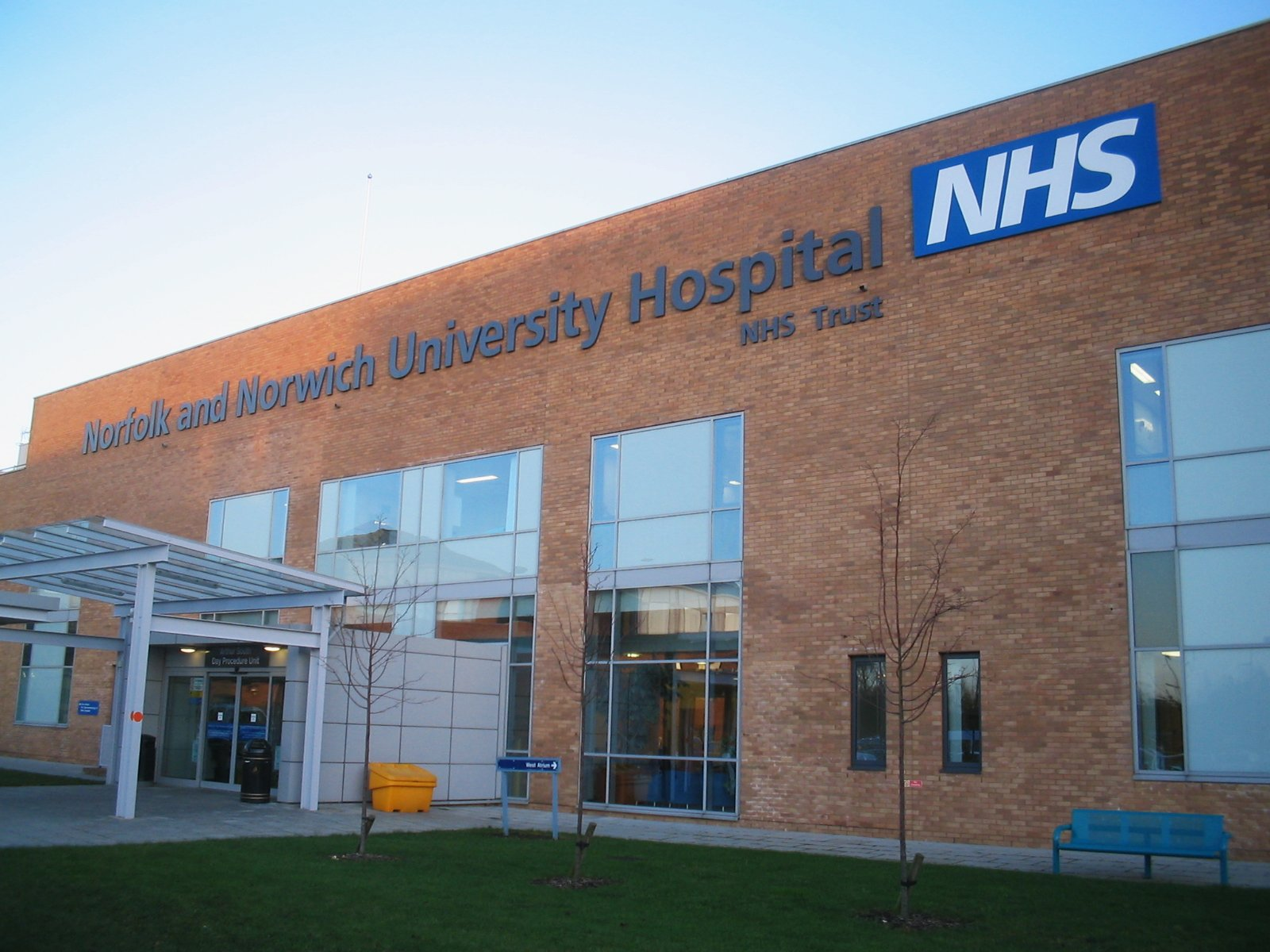
El Servei Nacional de Salut Norfolk and Norwich University Hospital al Regne Unit, que mostra l'arquitectura utilitària de molts hospitals moderns.

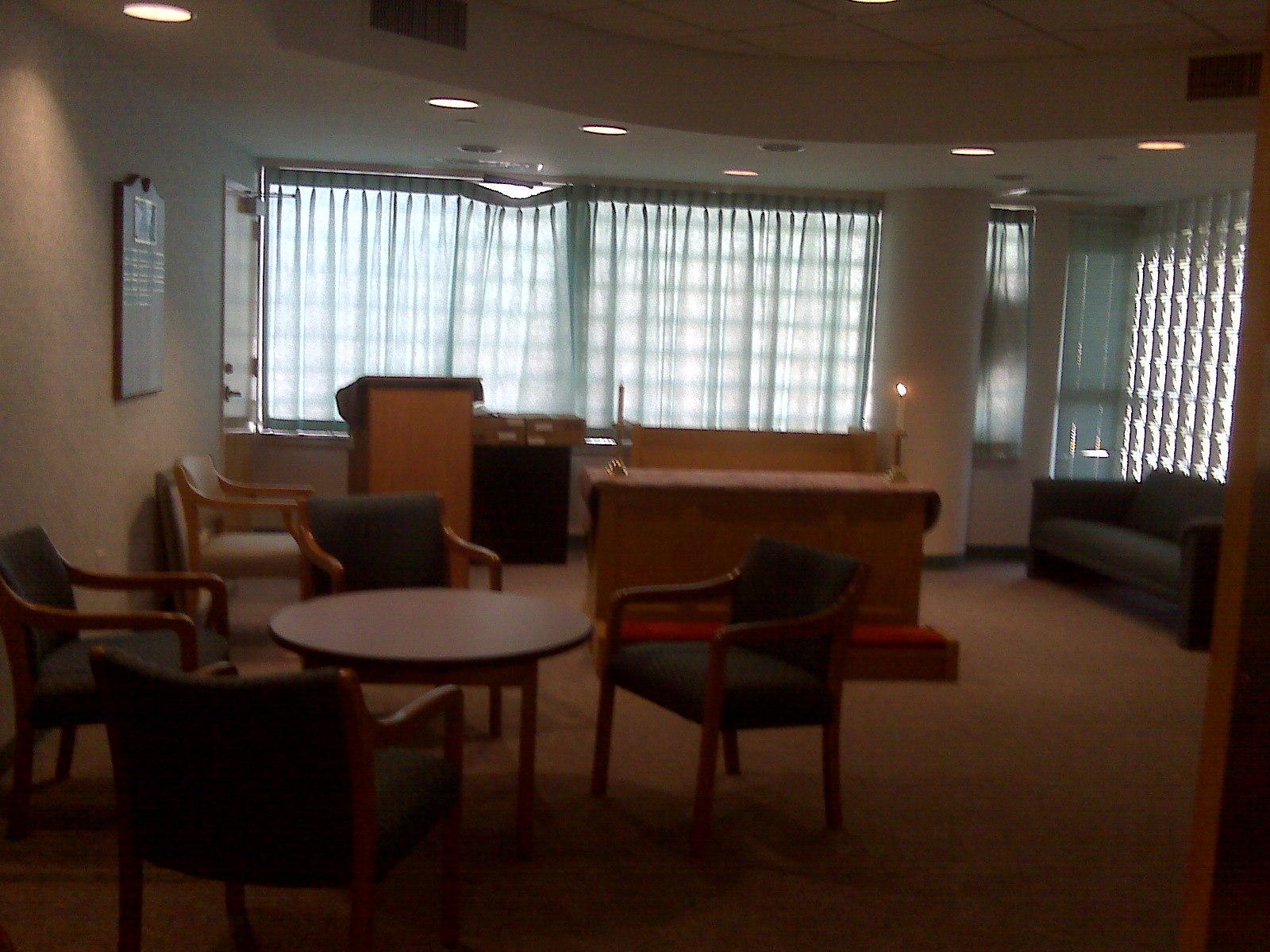
Capella del Fawcett Memorial Hospital (Port Charlotte, Florida)

Els edificis hospitalaris moderns estan dissenyats per minimitzar l'esforç del personal mèdic i la possibilitat de contaminació alhora que maximitzen l'eficiència de tot el sistema. Es facilita i minimitza el temps de viatge del personal dins de l'hospital i el transport de pacients entre unitats. L'edifici també s'hauria de construir per acollir departaments pesats com ara radiologia i quiròfans, mentre que s'ha de preveure espai per a cablejat especial, fontaneria i eliminació de residus en el disseny.
No obstant això, molts hospitals, fins i tot els considerats moderns, són el producte d'un creixement continu i sovint mal gestionat al llarg de dècades o fins i tot segles, amb noves seccions utilitàries afegides segons les necessitats i les finances. Com a resultat, l'historiador d'arquitectura holandès Cor Wagenaar va dir de molts hospitals:
| « | ...catàstrofes construïdes, complexos institucionals anònims dirigits per vastes burocràcies, i totalment inadequats per al propòsit per al qual han estat dissenyats... Gairebé mai funcionen, i en comptes de fer sentir als pacients com a casa, produeixen estrès i ansietat. | » |

Alguns hospitals més nous intenten restablir un disseny que tingui en compte les necessitats psicològiques dels pacients, com ara proporcionar més aire fresc, millors vistes i esquemes de colors més agradables. Aquestes idees es remunten a finals del segle xviii, quan els arquitectes d'hospitals van utilitzar per primera vegada el concepte de proporcionar aire fresc i accés als "poders curatius de la natura" per millorar els seus edificis.
La investigació de l'Associació Mèdica Britànica està demostrant que un bon disseny de l'hospital pot reduir el temps de recuperació del pacient. L'exposició a la llum del dia és efectiva per reduir la depressió. L'allotjament d'un sol sexe ajuda a garantir que els pacients siguin tractats amb intimitat i dignitat. L'exposició a la natura i als jardins de l'hospital també és important: mirar per les finestres millora l'estat d'ànim dels pacients i redueix la pressió arterial i el nivell d'estrès. Les finestres obertes a les habitacions dels pacients també han demostrat algunes evidències de resultats beneficiosos mitjançant la millora del flux d'aire i l'augment de la diversitat microbiana. L'eliminació dels passadissos llargs pot reduir la fatiga i l'estrès dels infermers.
Un altre desenvolupament important en curs és el canvi d'un sistema basat en sala (on els pacients s'allotgen en sales comunes, separades per envans mòbils) a un en què s'allotgen en habitacions individuals. El sistema basat en sala s'ha descrit com molt eficient, especialment per al personal mèdic, però es considera més estressant per als pacients i perjudicial per a la seva privadesa. No obstant això, una limitació important per oferir a tots els pacients les seves pròpies habitacions es troba en el cost més elevat de construcció i funcionament d'aquest hospital; això fa que alguns hospitals cobrin per habitacions privades.